# 丸岡明
丸岡 明（まるおか あきら、1907年6月29日 - 1968年8月24日）は、日本の小説家。

## 略歴
東京市麹町にて、落合直文門下の歌人で能楽書林を設立した丸岡桂の長男として生まれる。
祖父は沖縄・高知の県知事を務めた丸岡莞爾。
暁星中学校から慶應義塾予科を経て、慶應義塾大学仏文科卒。
在学中、水上滝太郎の知遇を得て1930年に『三田文学』に「マダム・マルタンの涙」を発表してデビューした。
のち堀辰雄に師事し、1935年「生きものの記録」を『三田文学』に発表する。
1966年「静かな影絵」「街の灯」で芸術選奨文部大臣賞を受賞。『堀辰雄全集』編纂委員を務めた。
能の解説、編集も多く、原民喜をモデルとした『贋きりすと』などを書いた。
弟は能楽書林社長となった丸岡大二。
妻は旧姓・山川美耶子で、ドイツ文学者・山川幸雄と歌人・山川柳子の娘。
夭折の女学生の遺稿集「薔薇は生きてる」で話題になった山川弥千枝は妻の妹にあたる。

## 著書
- 『生きものの記録』（沙羅書店） 1936年
- 『柘榴の芽』（日本文学社） 1939年
- 『悲劇喜劇 新選純文学叢書』（新潮社） 1939年
- 『或る生涯 短篇傑作集』（人文書院） 1940年
- 『風に騒ぐ葦の如く』（甲鳥書林） 1940年
- 『心の旅』（万里閣） 1940年
- 『妖精供養』（世界社） 1947年
- 『やくざな犬の物語』（養徳社） 1948年
- 『コンスタンチア物語』（能楽書林） 1949年
- 『堀辰雄 人と作品』（四季社） 1953年
- 『現代の能』（能楽書林） 1954年
- 『幼年時代』（角川文庫） 1954年
- 『贋きりすと』（角川小説新書） 1956年
- 『日本の能』（ダヴィッド社） 1957年
- 『堀辰雄研究』（編、新潮社、作家研究叢書） 1958年
- 『能談義』（東西五月社） 1959年
- 『青春の歌』（講談社） 1961年
- 『能楽鑑賞事典』（河出書房新社） 1961年
- 『静かな影絵』（講談社） 1965年
- 『能・狂言物語』（編著、ポプラ社、古典文学全集） 1967年
- 『ひともと公孫樹』（筑摩書房） 1967年
- 『港の風景』（三月書房） 1968年
- 『赤いベレー帽 随筆集』（講談社） 1969年
- 『丸岡明小説全集』（新潮社） 1969年
- 『北原武夫・丸岡明集』（集英社、日本文学全集73） 1975年
- 『丸岡明 高知県昭和期小説名作集 第8巻』（高知新聞社） 1995年

## 観世流謡本
- 1929年
  - 雨月、錦木、摂待、国栖、弓八幡、野宮、胡蝶、自然居士、仲光、絃上、安宅、籠太鼓、放下僧、東北、蝉丸、女郎花、水無月祓、鳥追舟、白髭、邯鄲、松虫、盛久、歌占、菊慈童、高野物狂、猩々、小塩、善知鳥、三輪、唐船、殺生石、土車、鉢木、道成寺、羽衣、竜虎、神歌、葵上、敦盛、蘆刈、
- 1930年
  - 難波・兼平・千手・卒都婆小町・紅葉狩(観世流謡本決定版一番綴)
  - 神歌・高砂・田村・江口・班女・鵜飼
- 1939年
  - 山姥、代主、熊野、鵺、志賀、遊行柳、江島、九世戸、逆矛、桜川、船橋、蟻通、大原御幸、阿漕、経政、道明寺、巴、西王母、橋弁慶、小督、熊坂、項羽、野守、東岸居士、海士、鞍馬天狗、咸陽宮、定家、朝長、誓願寺、羅生門、柏崎、姨捨、皇帝、竜田、天鼓、老松、頼政、井筒、箙、隅田川、寝覚、夜討曽我、忠度、梅枝、竹生島、通盛、雲林院、三井寺、源氏供養、松山鏡
- 1940年
  - 合浦、身延、枕慈童、車僧、禅師曽我、猩々、三輪、蝉丸、松虫、胡蝶、放生川、六浦、一角仙人、須磨源氏、金札、大江山、岩船、知章、俊成忠度、生田敦盛、室君、安宅、住吉詣、谷行、半蔀、草子洗小町
- 1941年
  - 弱法師、七騎落
- 1944年
  - 桜川
- 1949年
  - 鶴龜・橋辨慶・土蜘蛛、竹生島・經政・吉野天人・菊慈童・紅葉狩、賀茂・田村・羽衣・小袖曽我・船辨慶
- 1951年
  - 巻絹・放下僧・野宮・弱法師・玄象
- 『現代謡曲全集』 全50巻別巻20（筑摩書房） 1961 - 1966年

## 翻訳
- 『家なき子』（エクトル・マロ、主婦之友社） 1951年